# Asteropeia (Gattung)
Asteropeia ist die einzige Gattung der Familie der Asteropeiaceae in der Ordnung der Nelkenartigen (Caryophyllales) innerhalb der Bedecktsamigen Pflanzen. Die Areale liegen nur auf Madagaskar. Die meisten Arten sind gefährdet und Asteropeia amblyocarpa ist sogar vom Aussterben bedroht.

## Beschreibung

### Vegetative Merkmale
Asteropeia-Arten sind immergrüne, große Bäume bis kriechende Sträucher. Die Rinde junger Zweige ist sehr dunkel mit intensiver brauner bis rostfarbener Behaarung. Die Asteropeia-Arten besitzen eine Ektomykorrhiza.
Die wechselständig an den Zweigen angeordneten, kurz gestielten Laubblätter sind einfach mit einem glatten bis gewellten Blattrand. Nebenblätter sind keine vorhanden.

### Blütenstände und Blüten
Es werden meist end-, selten seitenständige, mehr oder weniger verzweigte rispige Blütenstände gebildet. Die Blütenstandsachsen sind manchmal braun bis rostfarben, flaumig behaart. Die Tragblätter sind häutig.
Die kleinen bis großen, zwittrigen, radiärsymmetrischen Blüten sind fünfzählig. Die fünf Kelchblätter sind höchstens an der Basis verwachsen und noch auf der Frucht erhalten. Die fünf freien Kronblätter sind weiß. Sie besitzen meist zwei Kreise mit je fünf (insgesamt sind neun bis fünfzehn möglich) fertile Staubblätter. Die schmalen Staubfäden sind unten breiter und untereinander an der Basis zu einem becherförmigen Ring verwachsen oder ganz frei; die des inneren Kreises sind länger. Die Pollenkörner besitzen drei Aperturen und sind colpat oder colporat. Drei (selten zwei) Fruchtblätter sind zu einem meist unvollständig dreikammerigen, oberständigen Fruchtknoten verwachsen. Je Fruchtknotenkammer sind zwei bis vier, selten bis zu sechs hängende, anatrope, bitegmische Samenanlagen enthalten. Entweder gibt es eine sitzende, kopfige, dreilappige Narbe oder es sind drei freie kurze, schlanke Griffel vorhanden.

### Früchte und Samen
Die meist trockene, oder nur bei Asteropeia densiflora etwas fleischige Kapselfrucht ist groß bis klein, kugelig bis eiförmig, mit einer glatten Oberfläche, enthält nur einen großen Samen. Der Kelch bildet einen Flügel auf der Frucht, auf der oft auch noch die Staubfäden vorhanden sind. Die Diaspore ist die Frucht einschließlich des Kelches. Der Same enthält viel Endosperm.

## Systematik, Verbreitung und Gefährdung
Früher wurde diese Gattung bei den Theaceae (beispielsweise Cronquist 1981) oder die Familie bei den Theales (Takhtajan 1997) eingeordnet. Morphologische und molekulargenetische Untersuchungen ergaben, dass sie zur Ordnung der Caryophyllales gehört, innerhalb der die nächsten Verwandten die Physenaceae sind, sie sind ebenfalls nur in Madagaskar beheimatet und besitzen beispielsweise ähnliche Früchte.
Die Gattung Asteropeia wurde 1805 von Louis-Marie Aubert du Petit-Thouars in Histoire des Végétaux Recueillis dans les Isles Australes d'Afrique 51-52, pl. 15 erstbeschrieben. Ein Synonym für Asteropeia Thouars ist Rhodoclada Baker  (veröffentlicht in J. Linn. Soc., Bot., 21, 1884, 327). Die Tribus Asteropeieae in der Familie der Theaceae Mirb. wurde von Ignaz von Szyszylowicz aufgestellt. Den Rang einer Familie Asteropeiaceae erhielten sie 1990 von Armen Takhtajan in James Lauritz Reveal & Ruurd Dirk Hoogland: Bulletin du Muséum National d'Histoire Naturelle, Séries 4, Section B, Adansonia, Botanique Phytochimie, 12 (2), 205.

### Alle Arten mit ihrer Verbreitung und Gefährdung
Die Familie enthält nur eine Gattung mit acht Arten. Hier mit ihren Vorkommen auf Madagaskar und die Gefährdung der Arten nach der Roten Liste der IUCN:
- Asteropeia amblyocarpa Tul. (Syn.: Asteropeia amblyocarpa var. longifolia H.Perrier, Asteropeia rhopaloides var. angustata H.Perrier):

Mit Vorkommen in niedrigen und mittleren Höhenlagen im immergrünen Regenwald und laubabwerfenden Trockenwald in Antananarivo: Ankazobe, Andranofeno-sud; Antsiranana: Antsatrana, Ankarana Special Reserve, Andilamboay, Ambanilalana, Vavatobe, Antafiambotry, Mananara, Tsaratanana Integral Natural Reserve, Tsihomanaomby massif; Fianarantsoa: Ambatomenaloha, Iremo, Andringitra Integral Natural Reserve; Mahajanga: Antsoa, Ankarafantsika Integral Natural Reserve, Bokorafa, Marokitrana, Analabe; Toamasina: Mahatsara; Toliara: Andohahela Integral Natural Reserve, Apiky, Vohipolaka. Critically Endangered (vom Aussterben bedroht)
- Asteropeia densiflora Baker (Syn.: Asteropeia sphaerocarpa Baker):

Mit Vorkommen in der Hartlaubvegetation von Antananarivo: Mont Ibity, Vozontanin’i Tapia, Marovato, Fiadanana; Antsiranana: Tsaratanana; Fianarantsoa: Ambohimanjaka, Itremo, Andringitra Integral Natural Reserve, Faliarivo, Ambatofinandrahana, Ambatomainty, Col des Tapia, Fiadanana, Ampandrianombilapa, Ambatomenaloha. Near Threatened (gering gefährdet)
- Asteropeia labatii G.E.Schatz, Lowry & A.-E.Wolf (Syn.: Asteropeia micraster var. angustifolia H.Perrier):

Mit Vorkommen in der Hartlaubvegetation von Fianarantsoa: Ambatofinandrahana, Ingaro, Isalo National Parc, Col des Tapia, Itremo, Andringitra Integral Natural Reserve; Toliara: Benenitra, Sakamarekely. Endangered (stark gefährdet)
- Asteropeia matrambody (Capuron) G.E.Schatz, Lowry & A.-E.Wolf (Syn.: Asteropeia amblyocarpa var. matrambody Capuron):

Mit Vorkommen in niedrigen und mittleren Höhenlagen im Immergrünen Regenwald in Antsiranana: Masoala Integral Natural Reserve, Ambodisatirana, Ifonty, Toamasina: Mahatsra, Tampolo, Ambila-Lemaintso Forest Station, Betampona Integral Natural Reserve, Ambatovaky Special Reserve, Mahatsara Forest Station, Brickaville. Endangered
- Asteropeia mcphersonii G.E.Schatz, Lowry & A.-E.Wolf:

Mit Vorkommen in mittleren Höhenlagen im Immergrünen Regenwald in Toamasina: Ampasimpotsy-Gara Forest Station, Analamazaotra-Périnet Special Reserve, Ambatovy, Zahamena Integral Natural Reserve, Antaniditra, Analamay, Ampitambe, Lakato, Sahamaloto. Vulnerable (gefährdet)
- Asteropeia micraster Hallier f.:

Mit Vorkommen im Küstenwald in Fianarantsoa: Vangaindrano, Mahabo; Toamasina: Tampolo Forest Station, Antanambao; Toliara: Mandena Forest Station, Sainte Luce, Ambinanibe, Mandromodromotra, Fort- dauphin, Manafiafy. Endangered
- Asteropeia multiflora Thouars (Syn.: Asteropeia bakeri Scott-Elliot):

Mit Vorkommen in niedrigen und mittleren Höhenlagen im Immergrünen Regenwald und Küstenwald in Antsiranana: Ambohitralanana, Nosy-Komba Forest Station, Masoala Integral Natural Reserve, Analamay, Ambohitralalana; Fianarantsoa: Ampasimenaloka, Ampangalana-atsimo, Mananjary, Canal de Pangalanes, Mangatsiotra, Zohakandra-Nord (Tohakandra), Vohitrindry, Misevo, Manampano, Manombo Special Reserve, Mahabo; Mahajanga: Marotandrano, Sahamalaza, Analalava; Toamasina: Ambila-Lemaintso, Ambila-Lemaintso Forest Station, Andilamena, Mananara Biosphere Reserve, Antetezana Forest Station, Anosinkoraka, Analamena, Tampolo Forest Station Forest Station, Mahatsara, Foulpointe, Rombevavy, Tampina, Zahamena Integral Natural Reserve, Tampolo Forest Station Forest Station, Androrangambo, Beanana, Andranokoditra, Bemainty, Mahatsara Forest Station, Andavakimenarana, Vohibola, Zahamena National Parc; Toliara: Sainte Luce, Mandena Forest Station, Fort-Dauphin, Soanierana, Petriky, Atsotso, Manafiafy. Least Concern (nicht gefährdet)
- Asteropeia rhopaloides (Baker) Baill. (Syn.: Rhodoclada rhopaloides Baker):

Mit Vorkommen in niedrigen und mittleren Höhenlagen im Immergrünen Regenwald in Antananarivo: Anjozorobe; Antsiranana: Manongarivo Special Reserve, Betsomanga, Masiaposa, Anjenabe; Toamasina: Beforona, Analamazaotra-Périnet Special Reserve, Analamay, Ampitsofanafo, Anosibe An’Ala, Zahamena National Parc, Sahamaloto; Toliara: Fort-Dauphin. Endangered